# Shayna Baszler
Shayna Andrea Baszler (n. 8 august 1980, Sioux Falls, South Dakota, S.U.A.), cunoscută mai bine sub numele ei de ring Shayna Baszler, este o wrestleră și fostă luptătoare de arte marțiale mixte americană, și care are în prezent se află sub contract cu WWE.
Baszler a fost antrenată de fostul luptător din UFC, Josh Barnett. Ea a avut prima sa luptă profesională în 2006 și a câștigat recunoaștere în anii următori pentru utilizarea manevrei sale de predare numită hammerlock submission; o manevră cu care a obișnuit să predea mai multe adversare, incluzând-o pe Roxanne Modafferi. Baszler a semnat în 2013 cu UFC pentru a participa ca parte a serialului de televiziune realist The Ultimate Fighter în echipa lui Ronda Rousey, ea a avut și două meciuri profesionale (0-2) acolo. I s-a acordat eliberarea de către UFC în 2015 și și-a început cariera de wrestling în același an, din nou antrenată de Josh Barnett. Baszler are un record general de 15 victorii și 11 înfrângeri, cu 13 victorii prin predare.

## Titluri în WWE
- NXT Women's Championship (2 ori)
- NXT Year-End Award (1 dată)
  - Luptătoarea Anului (2019)

## Rezultate în MMA
| Rezultate profesioniste |             |               |
| 26 meciuri              | 15 victorii | 11 înfrângeri |
| Prin knockout           | 1           | 6             |
| Prin predare            | 13          | 2             |
| La puncte               | 1           | 3             |

| Rezultat   | La general | Adversar          | Metodă                                  | Eveniment                                      | Data               | Runda | Timp | Locația                        | Note                                                |
| ---------- | ---------- | ----------------- | --------------------------------------- | ---------------------------------------------- | ------------------ | ----- | ---- | ------------------------------ | --------------------------------------------------- |
| Înfrângere | 15–11      | Reina Miura       | Decizie (unanimă)                       | Deep Jewels 15                                 | februarie 25, 2017 | 2     | 5:00 | Tokyo, Japonia                 | Lightweight bout.                                   |
| Înfrângere | 15–10      | Amanda Nunes      | TKO (leg kick)                          | UFC Fight Night: Maia vs. LaFlare              | martie 21, 2015    | 1     | 1:56 | Rio de Janeiro, Brazilia       |                                                     |
| Înfrângere | 15–9       | Bethe Correia     | TKO (punches)                           | UFC 177                                        | august 30, 2014    | 2     | 1:56 | Sacramento, California, SUA    |                                                     |
| Înfrângere | 15–8       | Alexis Davis      | Technical Submission (rear-naked choke) | Invicta FC 4: Esparza vs. Hyatt                | ianuarie 5, 2013   | 3     | 0:58 | Kansas City, Kansas, SUA       | Fight of the Night                                  |
| Victorie   | 15–7       | Sarah D'Alelio    | Submission (rear-naked choke)           | Invicta FC 3: Penne vs. Sugiyama               | octombrie 6, 2012  | 2     | 0:37 | Kansas City, Kansas, SUA       |                                                     |
| Înfrângere | 14–7       | Sara McMann       | Decizie (unanimă)                       | Invicta FC 2: Baszler vs. McMann               | iulie 28, 2012     | 3     | 5:00 | Kansas City, Kansas, SUA       | Fight of the Night                                  |
| Victorie   | 14–6       | Elaina Maxwell    | Submission (kneebar)                    | The Cage Inc.: Battle At The Border 7          | noiembrie 19, 2010 | 1     | 4:03 | Hankinson, North Dakota, SUA   | Became First TCI Women's 140 lbs Champion           |
| Victorie   | 13–6       | Adrienna Jenkins  | Submission (armbar)                     | Freestyle Cage Fighting 43                     | iunie 12, 2010     | 1     | 2:12 | Shawnee, Oklahoma, SUA         | Became FCF Women's Bantamweight Grand Prix Champion |
| Victorie   | 12–6       | Alexis Davis      | Decizie (unanimă)                       | Freestyle Cage Fighting 40                     | martie 27, 2010    | 3     | 5:00 | Shawnee, Oklahoma, SUA         |                                                     |
| Victorie   | 11–6       | Megumi Yabushita  | Submission (twister)                    | Freestyle Cage Fighting 39                     | ianuarie 30, 2010  | 1     | 4:50 | Shawnee, Oklahoma, SUA         |                                                     |
| Înfrângere | 10–6       | Sarah Kaufman     | Decizie (unanimă)                       | Strikeforce Challengers: Villasenor vs. Cyborg | iunie 19, 2009     | 3     | 5:00 | Kent, Washington, SUA          |                                                     |
| Înfrângere | 10–5       | Cris Cyborg       | TKO (punches)                           | EliteXC: Unfinished Business                   | iulie 26, 2008     | 2     | 2:48 | Stockton, California, SUA      |                                                     |
| Victorie   | 10–4       | Keiko Tamai       | Submission (twister)                    | ShoXC: Elite Challenger Series                 | aprilie 05, 2008   | 1     | 2:05 | Friant, California, SUA        |                                                     |
| Victorie   | 9–4        | Jennifer Tate     | Submission (armbar)                     | ShoXC: Elite Challenger Series                 | octombrie 26, 2007 | 1     | 0:44 | Santa Ynez, California, SUA    |                                                     |
| Victorie   | 8–4        | Jan Finney        | Submission (armbar)                     | ShoXC: Elite Challenger Series                 | iulie 27, 2007     | 1     | 2:40 | Santa Ynez, California, SUA    |                                                     |
| Victorie   | 7–4        | Samantha Anderson | Submission (kimura)                     | NFF: The Breakout                              | martie 10, 2007    | 1     | 1:00 | Minneapolis, Minnesota, SUA    |                                                     |
| Înfrângere | 6–4        | Tara LaRosa       | TKO (punches)                           | BodogFight: Costa Rica                         | februarie 18, 2007 | 2     | 3:15 | Costa Rica                     |                                                     |
| Victorie   | 6–3        | Roxanne Modafferi | Submission (hammerlock)                 | MARS: BodogFight                               | octombrie 04, 2006 | 1     | 1:08 | Tokyo, Japonia                 |                                                     |
| Înfrângere | 5–3        | Amanda Buckner    | TKO (punches)                           | MFC: USA vs Russia 3                           | iunie 03, 2006     | 3     | 3:03 | Atlantic City, New Jersey, SUA |                                                     |
| Victorie   | 5–2        | Julie Kedzie      | Submission (armbar)                     | Freestyle Combat Challenge 22                  | martie 18, 2006    | 1     | N/A  | Racine, Wisconsin, SUA         |                                                     |
| Înfrângere | 4–2        | Amanda Buckner    | Submission (armbar)                     | Ring of Fire 20: Elite                         | decembrie 10, 2005 | 1     | 4:28 | Castle Rock, Colorado, SUA     |                                                     |
| Victorie   | 4–1        | Cindy Romero      | Submission (punches)                    | UCS: Battle At The Barn 9                      | mai 07, 2005       | 1     | N/A  | Rochester, Minnesota, SUA      |                                                     |
| Victorie   | 3–1        | Heather Lobs      | Submission (choke)                      | Jungle Madness 2                               | ianuarie 15, 2005  | 1     | 1:51 | Minnesota, SUA                 |                                                     |
| Înfrângere | 2–1        | Kelly Kobold      | Submission (punches)                    | Reality Cage Fighting                          | mai 15, 2004       | 2     | 2:20 | South Dakota, SUA              |                                                     |
| Victorie   | 2–0        | Christy Zimmerman | Submission (armbar)                     | Reality Cage Fighting                          | noiembrie 14, 2003 | 1     | N/A  | South Dakota, SUA              |                                                     |
| Victorie   | 1–0        | Tina Johnson      | Submission (armbar)                     | Reality Cage Fighting                          | octombrie 31, 2003 | 1     | 1:20 | South Dakota, SUA              |                                                     |

### Rezultate în arte marțiale mixte demonstrative
| Rezultat   | La general | Adversar          | Metodă                        | Eveniment                                       | Data                           | Runda | Timp | Locația                | Note                        |
| ---------- | ---------- | ----------------- | ----------------------------- | ----------------------------------------------- | ------------------------------ | ----- | ---- | ---------------------- | --------------------------- |
| Înfrângere | 1–1        | Julianna Peña     | Submission (rear naked choke) | The Ultimate Fighter: Team Rousey vs. Team Tate | septembrie 11, 2013 (air date) | 2     | 3:08 | Las Vegas, Nevada, SUA | TUF 18 Quarter Final round. |
| Victorie   | 1–0        | Colleen Schneider | Submission (armbar)           | The Ultimate Fighter: Team Rousey vs. Team Tate | septembrie 4, 2013 (air date)  | 1     | 4:24 | Las Vegas, Nevada, SUA | TUF 18 elimination round.   |